# Mencia Lucero
Mencia Lucero fue una destacada cancionista argentina.

## Carrera
Fue una popular intérprete del género del tango exclusiva de la radiofonía argentina, que tuvo su momento de auge en las primeras décadas del siglo XX. Hizo aclamadas presentaciones en famosas emisoras del momento como Radio Fénix (LR9) y Radio Ultra (LS3), durante 1934 y 1937.
En 1940, trabaja en Radio Porteña donde pasaron referentes como Evita Lauri,  Laurita Esquivel, Antonio y Roberto Maida, Santiago Devin, Agustín Magaldi y Carlos Viván.
Fue una de las pioneras cantantes tangueras que impusieron el tango en la radio argentina junto a figuras como Tita Galatro, Dora Davis, Rosita Montemar, Rosita Quiroga, Eva Franco, Teresita Asprella, Mercedes Carné, Mercedes Simone, Sofía Bozán, Helena Valdéz, Silvia Lara, Irene Marzal, Alicia Campos, Azucena Maizani, Chola Bosch, entre muchas otras.
En noviembre de 1934 fue tapa de la prestigiosa Revista Sintonía.